# Magdalena Radulescu
Magdalena Radulescu (Râmnicu Vâlcea, 16 febbraio 1902 – Parigi, 4 marzo 1983) è stata una pittrice rumena.

## Biografia
Magdalena Radulescu, nata a Ramnicu Valcea nel 1902 e residente in Francia dopo il matrimonio con il pittore italiano Massimo Campigli (1895-1971), al tempo della seconda guerra mondiale, è un pittore moderno e originale il cui lavoro è ispirato ai miti e alle leggende rumene
Durante i suoi oltre cinquant'anni di attività, ha prodotto un vasto lavoro, sparsi in numerosi musei e collezioni private in Romania, Francia, Italia e Austria, Stati Uniti d'America e Tahiti.
Fece il suo debutto nel 1924, al Salone Ufficiale di Bucarest. Come molti dei suoi contemporanei e senza dubbio influenzato dagli studi che aveva intrapreso, all'età di 18 anni, a Monaco con il professor Augerer, poi a Parigi al Grande
Cottage dal tetto di paglia, con il notevole ritrattista Boutet de Monvelle e R.F. Xavier Prinet, l'artista ha continuato la rappresentazione del mondo delle apparenze. Ma più che la tecnica del disegno realistico e la scienza della ritrattistica, acquisita in Germania, era l'atmosfera artistica della Grande Chaumière, dove si sentiva immediatamente a suo agio, il che le dava l'impulso necessario per l'adempimento della sua personalità e il coraggio di muoversi verso una nuova dimensione, risolutamente moderna.
Sebbene la natura sia sempre stata la fonte dell'arte e della motivazione per tutto il creato, Magdalena Radulescu ha ridisegnato il mondo, che ha assunto l'aspetto di un carnevale di maschere. In questa visione, gli zingari si trasformarono in sagome orientali, ragazze contadine e giovani principesse rumene, scene quotidiane di leggende, matrimoni carnevaleschi e illustrazioni per la storia di Nastratin Hogea (sorta di rumeno Till Eulenspiegel) in scene favolose. . Tele come i Fuorilegge, il Ritorno del Principe o Metti da soli, perle del racconto ... evocano nei nostri occhi il significato dei miti e delle leggende popolari rispetto ai loro equivalenti nella storia e nella leggenda.
I soggetti dei suoi dipinti, che evolveranno dal punto di vista della plastica verso una schiera di sintesi e spontaneità creativa, saranno ridotti a poco a poco. Si accontenterà di rappresentare ballerini di danza classica e folcloristica, cavalieri e cavalcate, scene di carnevale, circhi con acrobati e musicisti, clown, principesse e principi affascinanti ... Tuttavia, parallelamente a questa selezione di temi e soggetti, l'evoluzione del linguaggio pittorico si concretizza anche in uno stile specifico.
Il mondo percepibile che è apparso nelle sue prime opere, è trasposto in un'atmosfera favolosa, fiaba.
Oltre alle composizioni con temi popolari, Magdalena Radulescu ha dipinto molti ritratti di scrittori (Victor Eftimiu, Zaharia Stancu, Miron Radu Paraschivescu), pittori (Margareta Sterian), comici (Ion Fintesteanu, Tantzi Cocea) o altre personalità Mondo artistico e letterario rumeno (Ion Sava, Octavian Neamu, Marioara Avramescu, Ion Biberi) ecc.
Dopo la seconda guerra mondiale, il suo nome cominciò a farsi conoscere prima a Parigi, poi a Nizza, Marsiglia e Londra, dove rappresentò l'arte rumena. Jacques Lassaigne ha scritto su questo argomento nel giornale "La Battaille", commentando la sua mostra alla Creuse Gallery "Magdalena Radulescu viene dalla Romania, dove è una delle creatrici più originali della nuova generazione. Tutte le sue opere sono ispirate al folklore rumeno. preso non come elemento di ricerca storica o decorativa, ma come repertorio di forme architettoniche, non c'è, in queste tele, elementi pittoreschi o aneddotici, ma una sorta di ritorno alle meravigliose armonie essenziali e primitive del gruppo Le forme di questi costumi rituali o maschere simboliche sono felicemente composte e obbedite al loro profondo ritmo interiore, e penso che Magdalena Radulescu, che è una pittrice della migliore qualità, possa facilmente comporre un balletto sorprendente.